# Клири, Джон
Джон Клири (англ. Jon Cleary); 11 августа 1962, Кранбрук, графство Кент, Великобритания — родившийся в Англии американский блюзовый пианист, певец, композитор. Лауреат премии Грэмми в номинации «Лучший альбом региональной рутс-музыки» (2016) . Номинант Blues Music Awards в номинации «Блюзовый пианист/Премия Пайнтопа Перкинса» (2005, 2006, 2012) .

## Биография
Джон Клири родился в Кранбруке, графство Кент, в 1962 году. Учился в начальной школе Коллиерс-Грин, средней школе Энгли и затем в школе Кранбрук. Его отец немного играл на гитаре, мать бюла любительницей новоорлеанского джаза, но пристрастие к блюзу у Клири в большей степени развил его дядя, два года живший в Новом Орлеане, и вернувшийся с пластинками Профессора Лонгхейра, Алана Туссена и других музыкантов. С пяти до десяти лет осваивал гитару, но потом переключился на фортепиано: «Потом я начал баловаться фортепиано и понял, что у фортепиано гораздо более широкий диапазон, чем у любого другого инструмента, и ещё это ударный инструмент» . Первым выступлением Клири была игра на гитаре в детском ревю в возрасте одиннадцати лет в театре Hazlitt в Мейдстоуне, графство Кент, где он сыграл песню «Rocky Raccoon» 
В 1981 году Джон Клири переехал с другом в Новый Орлеан, прямо из аэропорта направился в легендарный клуб «Maple Leaf», где выступали такие музыканты, как Рузвельт Сайкс и Джеймс Букер. Там он устроился на работу сначала маляром, которым работал в течение полугода, а потом перебрался за пианино . Как вспоминал Клири «Управляющий бара постоянно кричал мне, чтобы я слез с пианино и поднялся наверх и приступил к работе. Однажды вечером пианист не пришёл на концерт. Управляющий приказал мне слезть с лестницы и начать играть, пока толпа не начала требовать возврата денег» . Слухи о талантливом пианисте распространились по городу, и его вскоре начали приглашать аккомпанировать такие легенды новоорлеанского R&B, как Снукс Иглин, Эрл Кинг, Джонни Адамс и Уолтер Вашингтон. Он также получил признание у грандов фортепиано Алана Туссена и Доктора Джона, у последнего Клири смог брать уроки игры на фортепиано и играть в его группе. 
В 1986 году впервые записался, аккомпанируя Киту Луису в альбоме New Orleans Gothic, и с того времени много работал как сайдмен, выступая и записываясь со многими музыкантами. Среди тех, с кем записывался Клири, были такие имена, как Би Би Кинг, Уолтер Вашингтон, Джонни Адамс, Джон Муни, Мария Малдор, Луизиана Ред, The Holmes Brothers, Джуниор Уэллс, Тадж Махал, Джонни Сансон, Лаки Питерсон, Карл Уэзерсби, Эрик Бёрдон, Keb' Mo', Ирма Томас, Уолтер Траут, Эден Брент, Ана Попович, Коко Монтойя. Долгое время, начиная с 1990-х записывается и гастролирует вместе с Бонни Рэйтт.
Свой дебютный альбом записал в 1994 году в Великобритании. В конце 1990-х создал собственный коллектив The Absolute Monster Gentlemen, стабильно записывается, и гастролирует по всему миру. В 2005 году был номинирован на звание лучшего пианиста Blues Music Awards и в дальнейшем ещё дважды был номинантом этой премии. С 2012 года руководил также собственным трио под названием Piano, Bass & Drums.
В 2016 году его альбом Go Go Juice, выпущенный собственным лейблом музыканта, был удостоен премии Грэмми
Живёт с женой в Байуотере, богемном районе Нового Орлеана .
«Помимо клавишных Клири — проникновенный вокалист, автор песен, умело сочетающий остроумие и мастерство повествования, и настоящий исполнитель» 
«Джон Клири, родившийся в Англии и выросший в Новом Орлеане, — это тройная угроза, сочетающая в себе проникновенный вокал, виртуозное владение фортепиано и дар сочинять заразительные грувы с мелодичными хуками и острыми текстами» 

## Дискография
- Alligator Lips & Dirty Rice (Ace, 1994)
- Moonburn (Virgin/Poinblank, 1999)
- Jon Cleary & the Absolute Monster Gentlemen (Basin Street Records, 2002)
- Pin Your Spin (Basin Street, 2004)
- Do Not Disturb (EP) (FHQ, 2007)
- Mo Hippa (FHQ, 2008)
- Occapella (FHQ, 2012)
- Go Go Juice (FHQ, 2015)
- Dyna-Mite (FHQ, 2018)
- So Swell (Single Lock Records, 2023)
- The Bywater Sessions (FHQ, 2025)